# 제주 삼양동 유적
제주 삼양동 유적(濟州 三陽洞 遺蹟)은 대한민국 제주특별자치도 제주시 삼양동 일대의 토지구획정리사업이 진행되던 당시에 발견된 선사시대 유적이다. 1999년 11월 16일 사적 제416호로 지정되었다.

## 개요
제주 삼양동 유적은 제주시 삼양동 일대의 토지구획정리사업이 진행되던 당시에 발견된 선사시대 유적이다.
1997년 4월부터 1999년 7월에 걸쳐 제주대학교 박물관에서 발굴조사를 실시한 결과 청동기-초기철기시대를 전후한 시기의 집터 200여 곳을 비롯하여 돌을 쌓아 만든 담장, 쓰레기를 버리던 폐기장, 마을의 외곽을 두르고 있던 도랑 자리가 있는 큰 규모의 마을 유적이 확인되었다. 집 터는 14기만 움집 형태로 복구되었다.
집터 내부에서는 토기류(구멍띠토기, 덧띠무늬토기[점토대토기]), 적갈색항아리 등)와 석기류(돌도끼, 대패, 갈돌, 숯돌 등), 철기류(철제도끼, 손칼), 청동기류(동검, 칼자루끝장식[검파두식] 등), 불에 탄 곡식류(콩, 보리) 등 다양한 유물이 출토됨에 따라 제주도 청동기시대 후기문화를 이해할 수 있는 중요한 유적이라 할 수 있다.
한편, 제주도에서 생산되지 않았던 중국계 유물로 알려진 옥환, 요령식동검편, 유리옥과 철기류들이 출토되고 있어 삼양동 사람들이 한반도를 비롯한 외부지역과도 활발히 교류하였음을 알려주고 있다.

## 명칭 변경
원래 이름은 '제주삼양동선사유적'이었으나, 2011년 현재의 명칭으로 변경되었다.

## 참고 자료
- 제주 삼양동 유적 - 국가유산청 국가유산포털